# Phrynomantis
Phrynomantis — єдиний рід земноводних підродини Phrynomerinae з родини карликових райок. Має 5 видів.

## Опис
Загальна довжина представників цього роду коливається від 4 до 7 см. Спостерігається статевий диморфізм: самиці більші за самців. Голова середнього розміру, сплощена. Тулуб витягнутий. Кінцівки тонкі. Забарвлення спини переважно чорне, темно-сіре або темно-коричневе, по якому проходять широкі плями або смуги червоного або помаранчевого кольору.

## Спосіб життя
Полюбляють савани, субтропічні і тропічні сухі чагарники, пасовища у низинах, прісноводні водойми. Актвині вночі. Живляться дрібними безхребетними.
Це яйцекладні амфібії. Самиці відкладають до 2000 яєць.

## Розповсюдження
Мешкають на південь від пустелі Сахара (Африка).

## Види
- Phrynomantis affinis
- Phrynomantis annectens
- Phrynomantis bifasciatus
- Phrynomantis microps
- Phrynomantis somalicus
- Phrynomantis newtoni